# Геранков, Пётр Евгеньевич
Пётр Евгеньевич Геранков (род. 12 января 1964, село Имантав, Арыкбалыкский район, Кокчетавская область, Казахская ССР, СССР) — российский серийный убийца и грабитель, совершивший 10 убийств, сопряжённых с разбоем, в Омске и его окрестностях, а также в Казахстане. Был приговорён к смертной казни, но из-за моратория приговор был заменён на пожизненное лишение свободы. В 3 убийствах соучастницей преступлений была жена Геранкова Людмила.

## Биография

### Детство
Родился 12 января 1964 года в селе Имантав Кокчетавской области Казахстана. В семье был третьим ребёнком и рос без отца — мать развелась с ним, когда мальчику было 1,5 года. Вскоре у него появился отчим. Он и занялся воспитанием маленького Пети. В 7 лет Геранков пошёл в школу. С учителями и другими сверстниками у него всегда были хорошие отношения, он даже ходил в «Клуб юных моряков». Однако учился с неохотой и не любил выполнять домашнее задание. За это отчим наказывал ребёнка. Окончив 8 классов, Пётр пошёл учиться в местный техникум на тракториста-машиниста. Там у подростка появились друзья, которые были не раз судимы. С того времени и начнётся криминальная полоса Геранкова.

### Ранние судимости и первое убийство
В марте 1979 года 15-летний Петя вместе с другом в родном селе обокрал магазин. Уже летом того же года он отправился в воспитательно-трудовую колонию, расположенную в Петропавловске, на 2,5 года. Через год подросток освободился условно-досрочно, вернулся в Кокчетавскую область пошёл работать на звероферму. Но на свободе Геранков побыл недолго. В июне 1981 года его посадили в тюрьму за убийство, а спустя 11 лет — за очередной разбой. После возвращения из мест лишения свободы Геранков женился на некой Людмиле, и в браке родился ребёнок. Супруги снимали жильё в городе Сергеевке в Северо-Казахстанской области.

### Серия убийств
В 1995 году семья Геранковых стала испытывать материальные трудности, вследствие чего с марта по октябрь (по другим данным — с июня по октябрь) Геранков совершил 9 убийств.
Геранковы решили переехать из Сергеевки к родственникам Людмилы в Омск. Денег на переезд не было, и Пётр попытался выпросить их у хозяйки. Она отказалась помочь ему с финансами, за что была убита ударами тупым твёрдым предметом по голове. Пётр ограбил квартиру и попытался уничтожить улики преступления, подстроив убийство под несчастный случай — уходя, оставил включённым электрообогреватель, однако соседи быстро потушили пожар и обнаружили труп убитой. Поймать Геранкова по горячим следам не удалось, в тот же день на найденную в квартире сумму денег он вместе с женой уехал в Омск.
Следующие 8 убийств и грабежей Геранков совершил в частном секторе Ленинского района Омска. Всеми жертвами стали одинокие пожилые люди в возрасте от 63 до 90 лет (7 женщин и мужчина). Пенсионеров выискивал, контактируя с местными жителями, называл себя беженцем из Казахстана или приехавшим из Петропавловска, говорил, что ищет жильё. Жертв убивал ударами тупым предметом или топором по голове. Часто его добычей становились небольшие суммы денег, бесполезные и малоценные вещи, а также еда. Иногда он и вовсе уходил с пустыми руками, что свидетельствовало о том, что убивать его заставляла не только корысть. На первые убийства брал с собой жену, которая занималась похищением вещей из домов жертв.
Переехав в Омск, Геранков под предлогом поиска жилья выпросил у пожилой женщины адрес, по которому можно снять квартиру, а на следующий день пришёл к ней с молотком и убил пенсионерку ударами по голове. В квартире нашёл около миллиона рублей. Помимо денег, Геранков не побрезговал и поношенной одеждой, сапогами, военными медалями и едой из холодильника. 27 июля Геранков топором убил 64-летнюю пенсионерку Шишкову, проживающую в собственном доме на Озёрной улице. У неё он похитил лишь серёжки. Следующие убийства Геранков совершил 31 августа. Жертвами стали 84-летняя и 85-летняя женщины, проживавшие в своих частных домах по Рабочему переулку. Обе скончались от рубленых ран головы. Из квартиры первой убитой маньяк ничего не похитил, а в доме второй обнаружил 800 тысяч рублей и дешёвые карманные часы. Через две недели Геранков совершил седьмое убийство. 18 сентября в частном доме был зарублен 70-летний старик, у которого Геранков взял лишь магнитофон «Комета» и пачку говяжьего фарша. На следующий день ударами топором и монтировкой была убита 80-летняя Вноровская, у которой ничего не было похищено. Последнее убийство Пётр Геранков совершил 3 октября 1995 года, спустя две недели после убийства Вноровской. Жертвой в очередной раз стала 90-летняя пенсионерка, проживавшая в собственном доме на окраине Омска. Добычей стали продукты из холодильника, мясной фарш и «Тетрис».

### Арест, следствие и суд
Для раскрытия убийств, довольно быстро объединённых в одну серию, была создана следственно-оперативная группа. Как оказалось, в деле было большое количество свидетелей, местных жителей, сообщивших милиционерам о подозрительном человеке, бесцельно разгуливающем по улицам города и расспрашивающем о пожилых людях, однако эта информация не помогла расследованию. В первую очередь проверялись лица, ранее судимые, состоящие на учёте в психоневрологическом диспансере и ведущие антисоциальный образ жизни.
В доме последней убитой Геранкова видела молодая женщина, которая дала следователям подробный словесный портрет подозреваемого. Убийца был задержан по фотороботу 17 октября на железнодорожном вокзале в Омске. У задержанного сняли отпечатки пальцев, и они совпали с найденными на месте преступлений. Почти сразу Геранков во всём признался, а также рассказал о соучастии его жены в 3 убийствах. В квартире Геранкова были найдены похищенные вещи убитых.
6 декабря 1996 года Пётр Геранков был приговорён к смертной казни через расстрел, заменённой на пожизненное лишение свободы. Его жена Людмила Геранкова была приговорена к пяти годам лишения свободы и конфискации имущества. Пётр Геранков был отправлен отбывать наказание в исправительную колонии особого режима «Белый лебедь» в городе Соликамске Пермской области. По состоянию на 2012 год был жив.